# اگون آدلر
اگون آدلر (انگلیسی: Egon Adler; ۱۸ فوریهٔ ۱۹۳۷ – ۲۸ ژانویهٔ ۲۰۱۵) دوچرخه‌سوار اهل آلمان بود.
وی در مسابقات کشوری و بین‌المللی در مجموع برندهٔ ۱ مدال نقره شده‌است.